# Morton Deutsch
 (novembre 2012).
Si vous disposez d'ouvrages ou d'articles de référence ou si vous connaissez des sites web de qualité traitant du thème abordé ici, merci de compléter l'article en donnant les références utiles à sa vérifiabilité et en les liant à la section « Notes et références ».
Morton Deutsch, né le 4 février 1920 à New York (États-Unis), et mort le 13 mars 2017, est un psychologue et chercheur en résolution de conflit. Il est notamment l'un des fondateurs de ce domaine. Une étude de 2002 de la Review of General Psychology le classe comme le 63e psychologue le plus cité au XXe siècle.

## Jeunesse et éducation
Morton Deutsch est né à New York dans une famille avec trois autres enfants. À l'âge de 15 ans il s'est inscrit au City College of New York où il a commencé à étudier la psychiatrie pour ensuite opter pour le domaine de la psychologie à la suite de la dissection d'un cochon d'Inde dans un cours de biologie. Il a obtenu sa licence en 1939, toujours au City College of New York, et en 1940 un master à l'Université de Pennsylvanie. Après son master, Deutsch a effectué des stages entre trois institutions dépendantes de l'État de New York : Letchworth Village (pour les retardés mentaux), Warwick (pour les délinquants juvéniles) et l'hôpital de l'État de Rockland (pour les personnes souffrant de troubles mentaux).
Deutsch a rejoint l'US Air Force après l'attaque japonaise sur Pearl Harbor. Il a d'abord servi en tant que psychologue, puis en tant que navigateur où il a effectué trente missions aériennes contre l'Allemagne nazie. Grâce à cette participation active il a été honoré par la Flying Cross et une Air Medal. Il est ensuite devenu psychologue clinique dans un hôpital de l'Air Force jusqu'à sa décharge.
Après cela il a étudié au MIT sous la tutelle de Kurt Lewin, où il a obtenu un doctorat en 1948. Il a écrit une dissertation comparant les effets psychologiques et la productivité de groupes "coopératifs" et de groupes "compétitifs". Par la suite il a travaillé dans le centre de Recherches de Lewin sur la Dynamique des groupes, et le début de son travail a été affecté par l'inquiétude croissante que soulevaient les armes nucléaires. Il a également été chargé d'enseigner la psychologie à des étudiants qu'il a pris comme cobayes en comparant les résultats d'une pédagogie prônant la coopération avec celle prônant la compétition.